# Armand Cachat
Armand Cachat, né le 15 juillet 1901 à Meillerie (Haute-Savoie) et mort le 29 janvier 1996 à Montgeron (Essonne), est un homme politique français.